# Roberto Irineu Marinho
Roberto Irineu Marinho GOIH • ComMM (Rio de Janeiro, 13 de outubro de 1947) é um empresário brasileiro e vice-presidente do Conselho de Administração do Grupo Globo.
Roberto é um dos sócios e também foi o presidente do Grupo Globo, o 17º maior conglomerado de mídia do mundo, de 2004 até dezembro de 2017. Os outros sócios majoritários do grupo são seus irmãos mais novos João Roberto e José Roberto Marinho.

## Biografia

### Filiação e início da carreira
Filho mais velho do jornalista Roberto Marinho e de Stella Goulart Marinho, Roberto Irineu começou a trabalhar no jornal O Globo em 1965 como aprendiz de linotipista. Trabalhou durante um ano nas oficinas do jornal, no setor de impressão e na tipografia.

### Redação do jornalO Globo
Daí, foi para a redação do O Globo, onde, entre outros setores, atuou como repórter na editoria Geral. Atuou como repórter do jornal até 1967. No ano seguinte, deixou o jornal para acompanhar o processo de reestruturação da Rio Gráfica Editora, a editoria de revistas e livros do grupo.

### Como diretor
Em seguida, assumiu a direção da editora, permanecendo no posto até 1971. Quando o jornalista Evandro Carlos de Andrade assumiu a direção de redação do jornal naquele ano, Roberto Irineu retornou ao jornal com o objetivo de participar das mudanças que seriam implementadas na redação e na área industrial. Passou um ano, desde maio de 1977, na rede estadunidense de televisão ABC e no Advertising Bureau, uma espécie de conselho para estabelecer as regras de publicidade entre todas as emissoras de TV daquele país. Em 1978, assumiu a vice-presidência executiva da TV Globo.

### A criação do Conselho de Gestão
Em 1985, foi para a Itália – onde ficou por três anos – para acompanhar o processo de compra e implementação da Telemontecarlo. Daí, retornou à Rede Globo ainda como vice-presidente executivo, cargo no qual permaneceu até 1998, quando Roberto Marinho e seus três filhos — Roberto Irineu, João Roberto e José Roberto — deixaram as funções executivas nas empresas e passam a formar o Conselho de Gestão das Organizações Globo, voltado às questões estratégicas do grupo.

### Na presidência do grupo
Em 2002, assumiu a presidência executiva do Grupo Globo e ficou encarregado de conduzir a sua reestruturação financeira. Naquele ano, o Grupo, que enfrentava a mais grave crise financeira de sua história, declarou moratória. Roberto Irineu, ao lado de seus irmãos, liderou a reestruturação dos negócios e a renegociação da dívida. Quatro anos depois, a situação financeira já estava resolvida, antes do prazo acordado com os credores.
Com o falecimento de Roberto Marinho em 6 de agosto de 2003, assumiu a presidência do Conselho de Administração do grupo conciliando-a com a presidência executiva, assumiu apenas um ano após o falecimento de seu pai. Em dezembro de 2017, deixou a presidência do Grupo Globo e foi sucedido pelo executivo Jorge Nóbrega. A indicação de Nóbrega para o cargo foi feita pelo próprio Roberto Irineu Marinho e aprovada pelo conselho.
Em abril de 2021, Roberto Irineu Marinho deixou a presidência do Conselho de Administração Grupo para João Roberto Marinho, seu irmão do meio, passando a ocupar a vice-presidência.

## Vida pessoal
Roberto é casado e pai de quatro filhos. Foi submetido a um transplante de fígado em abril de 2020 devido a uma cirrose hepática não alcoólica.

## Posições
No ano de 2013, foi eleito pelo site iG uma das 60 pessoas mais poderosas do Brasil. Em 2022, foi considerado o 20.º brasileiro mais rico do país de acordo com ranking da revista Forbes, com uma fortuna estimada em US$ 2 bilhões. Ficou atrás dos seus irmãos João Roberto e José Roberto Marinho, respectivamente.

## Honrarias
Em 1997, Marinho foi admitido pelo presidente Fernando Henrique Cardoso à Ordem do Mérito Militar no grau de Comendador especial.
No dia 24 de novembro de 2014, recebeu em Nova Iorque o Emmy Internacional de Personalidade Mundial da Televisão — o mesmo prêmio que o seu pai Roberto Marinho recebeu em 1983.
Por ocasião da tradicional condecoração do Dia de Portugal, de Camões e das Comunidades Portuguesas, em 10 de junho de 2015 foi eleito Grande-Oficial da Ordem do Infante D. Henrique.